# حكومة الشارقة
حكومة الشارقة هي الجهة التنظيمية التي تشرف على إدارة إمارة الشارقة في الإمارات العربية المتحدة وتضم كافة الدوائر الرسمية التي تنظم إدارة الامارة،

## التأسيس
'المجالس
1-المجلس الاستشاري لإمارة الشارقة
2-المجلس التنفيذي
ويتكون المجلس التنفيدي من
1 مكتب سمو الحاكم
2 الديوان الاميري
الدوائر
- دائرة شؤون البلديات والزراعة
- دائرة المالية المركزية
- دائرة الموارد البشرية
- دائرة الرقابة المالية
- دائرة الطيران المدني
- دائرة الموانئ البحرية والجمارك
- دائرة التخطيط والمساحة
- دائرة الأشغال العامة
- دائرة التسجيل العقاري
- دائرة التنمية الاقتصادية
- دائرة الخدمات الاجتماعية
- دائرة شؤون الضواحي والقرى
- دائرة الشؤون الإسلامية
- دائرة الثقافة و الإعلام
- دائرة الإحصاء والتنمية
- دائرة الإسكان
- دائرة الحكومة الإلكترونية
- الإدارة العامة للدفاع المدني
- إدارة متاحف الشارقة
- دائرة الدكتور سلطان القاسمي للدراسات الخليجية

الهيئات
- هيئة كهرباء ومياه الشارقة
- هيئة الإنماء التجاري والسياحي
- هيئة البيئة والمحميات الطبيعية
- هيئة الطرق والمواصلات
- هيئة الشارقة للاستثمار والتطوير (شروق)
- هيئة المنطقة الحرة بمطار الشارقة الدولي
- هيئة الشارقة الصحية

التعليم
- جامعة الشارقة
- الجامعة الأمريكية في الشارقة
- المؤسسة العربية للعلوم والتكنولوجيا
- أكاديمية الشارقة للعلوم الشرطية

المراكز
- مراكز الناشئة
- مراكز التنمية الأسرية
- مركز الشارقة الإعلامي
- مركز الشارقة للوثائق والبحوث

أخرى
- غرفة تجارة وصناعة الشارقة
- مؤسسة الشارقة للإعلام
- الأمانة العامة للأوقاف
- القيادة العامة لشرطة الشارقة
- المجلس الأعلى لشؤون الأسرة
- نادي سيدات الشارقة
- مدينة الشارقة للخدمات الإنسانية
- إدارة مراكز الأطفال